# Otto Gross Gesellschaft
Die Internationale Otto Gross Gesellschaft e. V. (IOGG) war eine gemeinnützige Organisation in der Rechtsform eines eingetragenen Vereins zur Erforschung des Werkes des österreichischen Psychiaters und Anarchisten Otto Gross.

## Vereinszweck
Der Verein hat sich anlässlich seines ersten Kongresses am 28.–30. Mai 1999 in Berlin gegründet. In der Satzung ist die Aufgabe definiert:

„Aufgabe der Gesellschaft ist es, das Werk und die gesellschaftliche Wirkung der Tätigkeit des Arztes, Wissenschaftlers und Revolutionärs Otto Gross zu erforschen, seinen Einfluß auf die geistesgeschichtliche Entwicklung des 20. Jahrhunderts darzustellen und die Ergebnisse dieser Arbeit öffentlich zugänglich zu machen.“

Der englische Psychoanalytiker Gottfried Heuer, Vorsitzender des Vereins (bis 2015), beschreibt in einer Selbstdarstellung der Gesellschaft die Situation, die zur Vereinsgründung geführt hat:

„Obwohl der österreichische Arzt, Psychiater, Psychoanalytiker und Anarchist Otto Gross eine Schlüsselrolle bei der Entstehung dessen gespielt hat, was wir heute als “die Moderne” bezeichnen, ist er bis heute immer noch ein weitgehend Unbekannter.“

Ein Auslöser für die Wiederentdeckung des Werkes von Otto Gross war der Autor Emanuel Hurwitz im Jahr 1979 mit seinem Buch Otto Gross – Paradiessucher zwischen Freud und Jung.

## Ehrenvorsitzende
- Sophie Templer-Kuh, eine Tochter von Otto Gross
- Emanuel Hurwitz, Psychiater, Psychotherapeut, Publizist und Politiker (SP)

## Kongressdokumentationen
Seit ihrer Gründung hat die Gesellschaft in den Jahren von 1999 bis 2008 insgesamt sieben Kongresse veranstalten und dokumentieren können:
- 1. Kongress: 28. bis 30. Mai 1999 im Bauhaus-Archiv in Berlin.[3]
- 2. Kongress: 27. bis 29. Oktober 2000 in der Psychiatrischen Universitätsklinik Zürich (Burghölzli). Thema: Psychiatrie, Psychoanalyse und Literatur.[4]
- 3. Kongress: 15. bis 17. März 2002 in der Ludwig-Maximilians-Universität München. Thema: Bohème, Psychoanalyse und Revolution.[5]
- 4. Kongress: 24. bis 26. Oktober 2003 im Stadtmuseum/Robert Stolz-Museum Graz. Thema: Die Gesetze des Vaters.[6]
- 5. Kongress: 16. bis 18. September 2005 im Dada-Haus Zürich. Thema: Utopie und Eros. Der Traum von der Moderne.[7]
- 6. Kongress: 8. bis 10. September 2006 in Wien. Thema: „…da liegt der riesige Schatten Freud's nicht mehr auf meinem Weg.“ Die Rebellion des Otto Gross.[8]
- 7. Kongress: 3. bis 5. Oktober 2008 in Dresden. Thema: „Fröstelnde Einsamkeit“ und „Schrei nach Liebe“ – Otto Gross, Psychoanalyse und Expressionismus.[9]
- 8. Kongress: 14.–16. Oktober 2011 in Graz. Thema: Psychoanalyse & Kriminologie. Hans & Otto Gross – Libido & Macht.[10]
- 9. Kongress: 6.–8. Mai 2016 in Bad Malente gemeinsam mit der Erich-Mühsam-Gesellschaft. Thema: Rassismus, Antisemitismus, politische Gewalt und Verfolgung. Wechselwirkungen und Widersprüche.[11]

## Umwandlung der Gesellschaft in eine Arbeitsgemeinschaft
Eine Mitgliederversammlung der IOGG beschloss am 25. September 2017 bei einer Tagung in Dresden, die Gesellschaft aufzulösen. An ihre Stelle ist eine Arbeitsgemeinschaft ohne formale Mitgliedschaft getreten. Das Otto-Gross-Archiv, welches sich bei Gottfried Heuer in London befindet, sollte laut Beschluss der Mitgliederversammlung an das Archiv des Kriminalmuseums der Universität Graz übergeben werden.